# 基羅夫群島
基羅夫群島（俄語：Острова Кирова、Ostrova Kirova）或稱謝爾蓋·基洛夫群島是俄羅斯的群島，位於西伯利亞以北約140公里的卡拉海，由8個島嶼組成，總面積估計約250至300平方公里，最高點海拔高度56米。
1. ↑  名稱起源於蘇聯共產黨早期領導谢尔盖·基洛夫。